# Mikołaj Ligęza
Mikołaj Ligęza de Bobrek armoiries Półkozic (pl) (en polonais : Mikołaj Ligęza z Bobrku) ; né en 1529, mort le 2 mai 1603) est un noble polonais. Il est castellan de Czechów à partir de 1561, de Zawichost à partir de 1566 et de Wiślica à partir de 1577, enseigne de la Couronne (pl) en 1560, staroste de Chełm à partir de 1557, de Żyaczów de 1561 à 1592, et de Biecz de 1561 à 1603,, courtisan et secrétaire royal (pl) en 1557.

## Biographie
Il est le fils cadet du burgrave de Cracovie (pl), Félix, et de Sophie Maison Tarnowski (en),, fille du castellan de Cracovie Jan Amor Tarnowski l'Ancien (pl), sœur du Grand Hetman de la Couronne (pl) Jan Amor Tarnowski le Jeune.
En 1555, il reçoit un permis royal pour acheter la starosty de Žiča à Michal Paniowski, qu'il rembourse encore en 1561. En 1592, il l'a cède à son fils Mikołaj Spytek. En 1557, il devient également staroste de Chełm.
Après son mariage en 1562 avec Élisabeth Jordanówną, fille de Spytek Wawrzyniec Jordan (pl) et d'Anne de Sieniawska armoiries Leliwa (pl) (morte en 1597), il signe en octobre 1563 un contrat de bail viager mutuel sur l'ensemble du domaine de sa femme. Il lui succède avant le 22 mai 1565, et le 15 mai 1569, le pouvoir complet sur la starosty de Biecz. Cette starosty est donnée en gage par Sigismond Ier le Vieux en 1520 au beau-père d'Élisabeth, Severin Boner (pl), avant d'être transmise à son défunt mari. Élisabeth l'obtient à vie du roi Sigismond II Auguste en 1562.
En tant que représentant de la Couronne de Pologne, il signe l'Acte d'Union de Lublin en 1569. Pendant le premier interrègne, il engage à ses frais une armée pour défendre les frontières de la Silésie et de la Hongrie. Il vote l'élection d'Henri III de Valois comme roi de Pologne. Lors de la Diète du couronnement, il exige que le roi prête serment de respecter tous les droits. Signataire de la déclaration complémentaire à la confédération de Varsovie en avril 1574, il maintient par la suite sa neutralité à l'égard de la Réforme. Après la fuite d'Henri à l'été 1574, il se prononce en faveur d'une élection immédiate sans convocation (pl), puis en faveur de la candidature d'Étienne Báthory. En février 1576, il accompagne Anna Jagellon lors de son entrée à Cracovie et, en mars, postule pour son couronnement indépendamment de la présence du primat.
En 1575, il achète à Jan Tarło (pl), voïvode de Lublin, le manoir (en) de Bielecki et sa maison de maître, où il réside ensuite,.
Il contribue au développement économique de Baytsh, dont la bourgeoisie et les paysans des villages du staroste sont en conflit permanent avec lui sur sa gestion. En 1574, il entreprend d'agrandir les fortifications de la ville. Il demande au roi Étienne Báthory un privilège pour une troisième foire annuelle à Baytsh. La pierre tombale de style Renaissance de Mikołaj Ligęza (1578) se trouve dans la collégiale Corpus Christi de Biecz (pl) (une sculpture avec une figure de chevalier et un relief de cheval et un cartouche avec les armoiries de Półkozic (pl), Leliwa (pl), Nieczuja, Sulima (pl)). Ligęza a également construit un belvédère et des douves au château Ogrodzieniec entre 1561 et 1576.
En septembre 1582, il se range aux côtés des opposants au chancelier Jan Zamoyski lors de la Diète de Sandomierz, mais il ne fait pas partie de l'opposition au chancelier les années suivantes et ne participe pas au conflit pendant l'interrègne suivant le règne d'Étienne Báthory.
En janvier 1603, il proteste à Cracovie contre la liberté de flottaison sur la Ropa (pl) établie par la Diète de Proszowice.
En tant que sénateur, il participe au Sejm ordinaire de 1603.

## Descendance
Avant le 25 avril 1562, Ligęza épouse Élisabeth Jordanównę, veuve depuis le 14 novembre 1560 de Stanislaw Boner. Élisabeth conserve une grande indépendance vis-à-vis de son second mari. À partir de février 1561, elle exerce les fonctions de staroste de Bytów, ce qui suscite les protestations des députés de la Diète de Piotrków (pl). Elle transmet ces fonctions à Ligęza vers 1565, qui devient staroste lui-même seulement en vertu d'une décision de la Diète de Lublin (pl) en mai 1569. En août 1575, Ligęza l'accuse d'adultère avec deux amants et d'avoir tenté de l'empoisonner. En mai 1576, le couple se sépare officiellement sur la base d'inscriptions au registre de la Couronne (pl), dans lesquelles les dispositions relatives au bail mutuel sur tous les domaines sont annulées, Élisabeth se voit accorder la garde des enfants en cas de décès de Mikołaj. En 1582, la requête d'Élisabeth auprès du Tribunal de la Couronne pour la restitution de ses biens et de sa dot est entendue.
Ligęza et Élisabeth Jordanówną ont quatre enfants :
- Mikołaja Spytka (v. 1562–1637) – à partir de 1584, seigneur de Rzeszów, à partir de 1619, castellan de Sandomierz (paternité contestée par les contemporains[8]) ;
- Anna (décédée avant le 28 février 1617[23]) – d'abord belle-fille du castellan de Sandomierz, Stanisław Sobek (pl) armoiries Brochwicz (pl), puis épouse de Christophe Bogusz armoiries Półkozic (mort avant 1616), à partir de 1603, staroste de Zwoleń[24] ;
- Sophie (pl) (décédée en 1653[25]) – castellane de Połaniec ;
- Jeanne (zm. 1599/1600Modèle:Odn) – courtisan d'Anna Jagellon, époux d'Anna de Dembiński armoiries Rawicz (pl), père de Mikołaj, Anna et Sophia[26]